# Verónica María Ravenna
Verónica María Ravenna (ur. 19 lutego 1998 w Buenos Aires) – argentyńska saneczkarka, uczestniczka igrzysk olimpijskich młodzieży w Lillehammer i igrzysk olimpijskich w Pjongczangu.

## Życie prywatne
W 2004 roku wyjechała z rodziną do Kanady i zamieszkała w Whistler, gdzie jej ojciec dostał pracę w fabryce podłóg drewnianych. W wieku jedenastu lat, tuż przed rozpoczęciem igrzysk olimpijskich w Vancouver poszła wraz ze znajomymi ze szkoły na znajdujący się w Whistler tor bobslejowo-saneczkarski i spróbowała na nim swoich sił w saneczkarstwie. Wydarzenie to zachęciło ją do regularnego uprawiania tej dyscypliny.

## Kariera
Przez pięć pierwszych sezonów brała udział wyłącznie w lokalnych zawodach na terenie Kanady i Stanów Zjednoczonych. W 2015 roku rozpoczęła starty w Pucharze Świata juniorów. Dwukrotnie uplasowała się wtedy w pierwszej dziesiątce zawodów swojego debiutanckiego sezonu 2014/2015: na 6. miejscu w konkurencji jedynek w Oberhofie i na 4. miejscu w konkurencji jedynek w Winterbergu.
W 2016 roku wzięła udział w mistrzostwach Ameryki i Pacyfiku w Park City, z których wróciła z jedynkowym 7. miejscem oraz w igrzyskach olimpijskich młodzieży w Lillehammer, na których pełniła rolę chorążego reprezentacji Argentyny podczas ceremonii zamknięcia - zajęła na nich 7. miejsce w konkurencji jedynek. W tym samym roku, 17 grudnia miał miejsce jej debiut i zarazem zdobycie pierwszych punktów w Pucharze Świata, kiedy to na rozgrywanych w Park City zawodach sezonu 2016/2017 zajęła jedynkowe 16. miejsce. W 2017 roku pojawiła się na mistrzostwach Ameryki i Pacyfiku w Calgary, na których nie wystartowała w konkurencji jedynek, na mistrzostwach świata do lat 23 w Igls, na których była dziesiąta w jedynkach, a także w mistrzostwach świata w Igls, z których wróciła z jedynkowym 23. miejscem.
W 2018 roku pojawiła się na mistrzostwach świata juniorów w Altenbergu, na których zajęła 25. miejsce w konkurencji jedynek, na mistrzostwach Ameryki i Pacyfiku w Lake Placid, na których była ósma w jedynkach, a także na igrzyskach olimpijskich w Pjongczangu, które przyniosły jej jedynkowe 24. miejsce. Rok później wzięła udział w mistrzostwach świata w Winterbergu, na których zajęła 24. miejsce w konkurencji jedynek.

## Osiągnięcia

### Igrzyska olimpijskie
| Rok  | Miejsce    | Jedynki | Sztafeta |
| ---- | ---------- | ------- | -------- |
| 2018 | Pjongczang | 24.     | –        |
| 2022 | Pekin      | 24.     | -        |

### Mistrzostwa świata
| Rok  | Miejsce    | Jedynki | Jedynki-sprint | Jedynki mieszane | Sztafeta |
| ---- | ---------- | ------- | -------------- | ---------------- | -------- |
| 2017 | Igls       | 23.     | 29. (q)        | nie rozgrywano   | –        |
| 2019 | Winterberg | 24.     | 21. (q)        | nie rozgrywano   | –        |
| 2020 | Soczi      | -       | -              | nie rozgrywano   | -        |
| 2021 | Königssee  | 26.     | 16. (q)        | nie rozgrywano   | -        |
| 2023 | Oberhof    | 24.     | 17. (q)        | nie rozgrywano   | -        |
| 2024 | Altenberg  | 23.     | 20. (q)        | nie rozgrywano   | -        |
| 2025 | Whistler   | 20.     | nie rozgrywano | 15.              | -        |

### Mistrzostwa Ameryki i Pacyfiku
| Rok  | Miejsce     | Jedynki |
| ---- | ----------- | ------- |
| 2017 | Park City   | 7.      |
| 2018 | Calgary     | DNS     |
| 2019 | Lake Placid | 8.      |
| 2020 | Whistler    | 8.      |
| 2023 | Park City   | 8.      |
| 2024 | Whistler    | 7.      |

### Puchar Świata

#### Miejsca w klasyfikacji generalnej
| Sezon     | Miejsce |
| --------- | ------- |
| 2016/2017 | 35.     |
| 2017/2018 | 51.     |
| 2018/2019 | 24.     |
| 2019/2020 | 28.     |
| 2020/2021 | 28.     |
| 2021/2022 | 45.     |
| 2022/2023 | 36.     |
| 2023/2024 | 26.     |
| 2024/2025 | 32.     |